# Christina Anna Skytte
Christina Anna Skytte (9 novembre 1643 - 21 janvier 1677) est une baronne et pirate suédoise. Elle participe activement à des activités de pirateries avec son mari et son frère dans la mer Baltique.

## Biographie
Christina Anna Skytte naît le 9 novembre 1643 à Ålems dans le Comté de Kalmar en Suède. Elle est la fille d'Anna Bielkenstjerna (c. 1617–1663) et du baron Jacob Skytte af Duderhof (1616-1654), gouverneur d'Östergötland entre 1645 et 1650,.
À partir de 1657, son frère, Gustav Adolf Skytte, dirige secrètement un bateau pirate, attaquant et pillant des navires dans la mer Baltique. Christina Anna et son fiancé, le maître de cavalerie Gustaf Drake af Haglesrum (1634-1684), sont initiés à cette activité et deviennent ses associés actifs. Ils auraient fait tuer l'un de leurs partenaires qui aurait souhaité se retirer de l'entreprise. En 1662, elle participe à l'attaque d'un navire marchand hollandais et à l'assassinat de l'équipage. Le navire est coulé quelque part entre Öland et Bornholm mais s'échoue sur une plage d'Öland, en août de la même année. Ceci entraîne des rumeurs dans la capitale les désignant comme responsables.
Christina Anna et Gustaf Drake se marient le 18 janvier 1662 et s'enfuient au Danemark pour éviter l'arrestation. Gustav Skytte est lui arrêté, jugé pour piratage et exécuté en avril 1663. En tant que femme mariée, Christina Anna est considérée comme une mineure à l'époque et n'est donc pas poursuivie. En revanche, son époux est condamné par contumace et ses biens sont confisqués. Le couple retourne en Suède en 1668 et Gustav est gracié. Ils s'installent alors à Edeby gård, Nyköping, dans le Södermanland.
Christina Anna Skytte meurt le 21 janvier 1677 à Hagelsrum.

## Dans la fiction
Gustav Drake apparait dans le roman de Viktor Rydberg (1828-1895) Le flibustier de la Baltique (Fribytaren på Östersjön).